# Cesare Negri
Pour les articles homonymes, voir Negri.
Cesare Negri, dit Il Trombone, est un danseur italien né à Milan vers 1536 et mort après 1604.

## Biographie
En 1602, il publie à Milan son premier ouvrage sur la danse du Cinquecento, Le Gratie d'amore, réédité deux ans plus tard sous le titre Nuove inventioni di balli.
Si Negri décrit à peu près les mêmes danses que Fabritio Caroso, le vocabulaire chorégraphique et le style de composition sont plus riches et plus élaborés, laissant deviner une professionnalisation croissante du danseur et une virtuosité plus complexe.
Il est l'un des premiers à parler de l'en-dehors dans ses ouvrages.